# Puerto Rico
Puerto Rico sau Porto Rico (în engleză, The Commonwealth of Puerto Rico, în spaniolă, Estado Libre Asociado de Puerto Rico, conform pronunției IPA [es'taðo 'libɾe  asosiaðo de 'pweɾto 'riko]), este un stat insular asociat (commonwealth, în engleză) Statelor Unite ale Americii situat în nord-estul Mării Caraibilor, la est de Republica Dominicană.

## Descriere
Puerto Rico, ca stat insular, constă din ansamblul format de insula Puerto Rico, cea mai mică dintre insulele Antilelor Mari, și un număr de insule mai mici și arhipelaguri, incluzând Mona, Vieques și Culebra.
Natura relațiilor politice dintre Statele Unite ale Americii și Puerto Rico este subiect perpetuu de discuții pe insulă. Cei care susțin menținerea statului de Commonwealth aduc ca argument major intrarea voluntară a Puerto Rico într-o asociație statală cu SUA și beneficiile acestui statut, iar cei care se opun menținerii stării de status quo susțin că Puerto Rico nu este nimic altceva decât un teritoriu organizat al Statelor Unite, deci este subiect al puterilor "depline" ale Congresului american.

### Poziția guvernului Statelor Unite
- Application of the U.S. Constitution in U.S. Insular Areas Arhivat în 3 noiembrie 2013, la Wayback Machine., November 1997
- Puerto Rico State Guide, from the Library of Congress

### Declarația Națiunilor unite despre Puerto Rico
- U.N. Decolonization Committee's press release on what it deems as the colonial political status of Puerto Rico, 14 iunie 2007

### Portoricani celebri
- Míriam Colón (1936–2017).
- Giannina Braschi (1953–). Este autoarea primului roman scris în spangleză, Yo-Yo Boing! (1998), a trilogiei de poezie postmodernă "Imperiul Viselor" (1998) și a lucrării de ficțiune filosofică "Statele Unite Bananiere" (2011), o cronică a experiențelor trăite de imigranții latinoamericani în Statele Unite.
- Jennifer Lopez (1969- ), Este o actriță, cântăreață, dansatoare, designer, producător și femeie de afaceri americană. A urmat un duet cu Marc Anthony, "No me ames", care i-a adus o nominalizare la premiile Grammy și un premiu Billboard Latin Music Awards.
- Ricky Martin (1971-). Este un cântăreț latino-pop, actor și activist umanitar portorican, laureat al premiilor Grammy și Latin Grammy.
- Mónica Puig (1993–). Este campioană olimpică la tenis (2016).
- Wanda Vázquez Garced (1960–). Ea este guvernatorul Puerto Rico.

1. ↑  , Banca Mondială https://data.worldbank.org/indicator/NY.GDP.MKTP.CD, accesat în 26 august 2023 Lipsește sau este vid: |title= (ajutor)